# Yeoman Warders
Yeoman Warders of His Majesty's Royal Palace and Fortress the Tower of London, and member of the Sovereign's Body Guard of the Yeomen Guard Extraordinary, eller beefeaters som de oftest kaldes, er de traditionelle vogtere af Tower of London i Storbritannien. The Yeoman Warders (The Yeomen of the Guard) blev indsat af Henrik 7. i 1485, hvor de fungerede som den britiske monarks personlige livvagter og fulgte ham eller hende i kamp. Opgaven som livvagt ophørte under Georg 2., og de kæmpede deres sidste slag mod franskmændene i Slaget ved Dettingen i 1743.

## Kongelige fangevogtere
Under Henrik 8. fik Yeoman Warders også rollen som (kongelige) fangevogtere på Tower of London. Det var i denne periode, de fik retten til at bære "the royal livery" – den røde livrédragt eller uniformen, som de fortsat bærer mere eller mindre uforandret fra tudortiden, når monarken er i Tower, eller der foregår en statsceremoni. De bærer til daglig en mørkeblå hverdagsuniform med monarkens monogram i rødt og røde striber og med moderne bukser.

## Beefeaters
Det vides ikke helt, hvor navnet "beefeaters" kommer fra. Teorier udspringer fra det franske ord buffetier, som betyder "(kongelig) opvarter", til historien om at vagterne fik deres daglige rationer bestående af oksekød og derfor blev kaldt beef eaters («oksekødspisere»). Da greven af Toscana besøgte Tower of London i 1669, skrev han følgende om beefeater-vagterne: "En stor ration oksekød gives til dem dagligt ved hoffet. Det er måske derfor, de kaldes for beefeaters."
Vagtkorpset blev etableret i 1485 som Henrik 7.'s livgarde. Efter Henriks død i 1507 blev de vagter og fangevogtere i Tower of London. I 1552 fik de deres røde guldudsmykkede uniformer. I dag passer vagterne officielt på de britiske kronjuveler. Beefeaterne er først og fremmest professionelle soldater og skal have mindst 22 års pletfri tjeneste bag sig og minimum have rang af oversergent.

## Warders i dag
I dag har Yeoman Warders kun ceremonielle opgaver og fungerer stort set som turistguider. Alligevel anses det som en ære at få stillingen. Det er kun underofficerer fra hæren og marinen, som har været i tjeneste dér i mindst 22 år, som kan blive yeoman warders.